# جرج وستون
جرج وستون (به انگلیسی: George Weston) شرکت صنایع غذایی کانادایی است، که در زمینه تولید، پردازش و توزیع مواد غذایی فعالیت می‌کند.
شرکت جرج وستون در سال ۱۸۸۲ توسط تاجر و فروشنده کانادایی؛ جورج وستون تأسیس شد و در حال حاضر به‌عنوان بزرگترین توزیع‌کننده مواد خوراکی در کانادا محسوب می‌شود. این شرکت مالک شرکت لابلو کمپانیز؛ بزرگترین شبکه سوپرمارکت‌های کانادا است، همچنین مالک برندهای مولن‌روژ، وندرز، جورج وستون فودز، اسوسیتد بریتیش فودز، پرزیدنتس چویس و جو فرش می‌باشد، که تمامی آن‌ها در زمینه صنایع غذایی در کشورهای ایالات متحده آمریکا و کانادا فعال می‌باشند.
دفتر مرکزی این شرکت در شهر تورنتو، اونتاریو قرار دارد و بخشی از سهام آن در بازار بورس تورنتو معامله می‌شود. اکثریت سهام این شرکت در اختیار خانواده وستون می‌باشد.